# الن بارو
الن بارو کالابوج ( تلفظ اسپانیایی: [ˈalam baˈɾo]؛ متولد ۲۲ ژوئن ۱۹۸۵) بازیکن فوتبال اهل اسپانیا است که بیشتر در پست مدافع میانی و همچنین هافبک دفاعی برای باشگاه پرالادا بازی می‌کند.
او در مجموع ۱۷۷ بازی و دو گل در طول شش فصل حضور در سگوندا دیویسیون انجام داد که بیشتر آن را در خدمت پونفرادینا (چهار سال) بود. او یک بار در لالیگا با اوساسونا ظاهر شد و همچنین به صورت حرفه‌ای در استرالیا نیز به بازی پرداخت.